# Convexe meetkunde
Convexe meetkunde is het deelgebied van de meetkunde dat vooral convexe verzamelingen in de euclidische ruimte bestudeert. Convexe verzamelingen komen van nature in veel deelgebieden van de wiskunde voor: de convexe analyse, de functionaalanalyse, meetkundige getaltheorie, lineair programmeren, kansrekening, enzovoort.